# Centaure (foguete)
Centaure, é um Foguete de sondagem de origem Francesa, que usa como segundo estágio, o foguete Belier, e como primeiro,
o Venus. Foram construídos cerca de 230 foguetes desse modelo, tendo eles sido lançados a partir de várias localidades, tais como: 
Hammaguir, Reggane, CELPA, Salto di Quirra, Esrange, Thumba, Sonmiani e Andøya. A capacidade
máxima de carga útil é de 60 kg, num apgeu máximo de 140 km, um empuxo no lançamento de 44 kN, e uma massa total no lançamento
de 457 kg, um diâmetro de 28 cm e uma altura de 6,02 m.
O Centaure, pertence a uma família de foguetes, composta também por: Belier, Dragon, Dauphin e também 

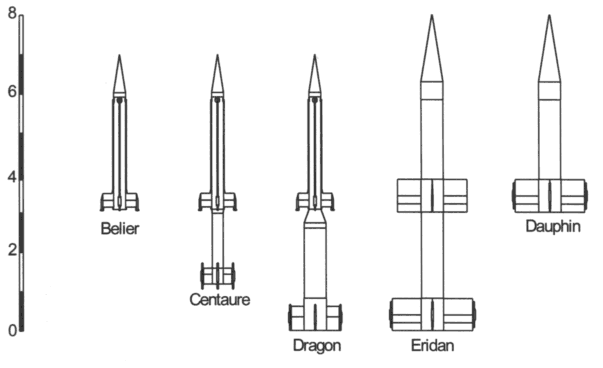
O foguete Belier e seu uso nos modelos Centaure e Dragon

o Eridan.